# Porteño (ciudad de Buenos Aires)
En Argentina el término porteño es un gentilicio utilizado para referirse a las personas naturales y, en general, a todo lo relativo a Buenos Aires, la capital del país, aunque su uso histórico alcanzaba también a los habitantes de la provincia del mismo nombre.
Existe discusión sobre el uso actual del término, la que gira en torno si el gentilicio se restringe a los habitantes de la Ciudad Autónoma de Buenos Aires o si se refiere también a los habitantes del aglomerado del Gran Buenos Aires, el que incluye al denominado «conurbano», y cuya área metropolitana se reconoce como una megaciudad en sí misma. Históricamente el término se ha usado también para referirse a los habitantes de la provincia de Buenos Aires, pero el Diccionario panhispánico de dudas lo reconoce como el gentilicio propio de los habitantes de la capital de Argentina, la ciudad de Buenos Aires. A su vez, la Fundación del Español Urgente (Fundéu) recomienda restringir su uso a los habitantes de la ciudad autónoma, sin extenderlo a los habitantes de la provincia de Buenos Aires (en los que se incluyen los partidos que forman parte del denominado conurbano) de la cual la ciudad de Buenos Aires no forma parte, y cuyo gentilicio es el de «bonaerense».
La revitalización del gentilicio «porteño» y su uso restringido a lo relativo a la Capital Federal argentina se corresponden con la conformación de la Ciudad Autónoma de Buenos Aires en 1994. Hasta entonces el uso de la palabra «porteño» para referirse a sus habitantes estaba más relacionado al ámbito cultural y a lo «pintoresco» que a lo cotidiano, similar de alguna manera al uso del gentilicio «galo» por francés o de «teutón» por alemán. La autonomía motivó, más que nada en la dirigencia de la nueva entidad política, la necesidad de diferenciarse de la provincia homónima, y de este modo el uso del gentilicio se generalizó, cobrando nuevo impulso.[cita requerida] La promoción de este uso exclusivista del término «porteño» deja al habitante del Gran Buenos Aires sin el gentilicio compartido con los capitalinos, interrumpiendo de este modo el empleo tradicional del término, el cual aludía en el siglo XIX a todos los habitantes de la provincia. A pesar de que la ciudad y el Gran Buenos Aires constituyen un área geográfica y sociocultural común, la dinámica política de la autonomía de la ciudad de Buenos Aires terminó imponiendo una identidad diferenciada, que se expresa en el uso exclusivo del gentilicio en cuestión. Desde la provincia de Buenos Aires también se dio un proceso análogo a partir los años noventa, cuando desde los sucesivos gobiernos provinciales se comienza a nombrar a instituciones, entidades y habitantes con el gentilicio «bonaerense», hasta entonces un cultismo de uso poco frecuente. Más allá del empleo formal de los gentilicios antedichos, las  personas provenientes del Gran Buenos Aires y de La Plata aún son identificadas en el interior de la Argentina y en países limítrofes como porteños. Este cambio del gentilicio de «porteño» a «bonaerense» se puede entender como una etapa en un proceso que comienza con la ley de 1880 de federalización de la ciudad de Buenos Aires. Lo que en un momento representó una identidad regional devino en un gentilicio exclusivo. A la pérdida territorial que sufrió la provincia de Buenos Aires producto de esta ley, y que fue resistida en su momento por un alzamiento armado que dejó al menos tres mil muertos, le sigue poco más de un siglo después la pérdida de su gentilicio histórico.

## Historia del uso del gentilicio

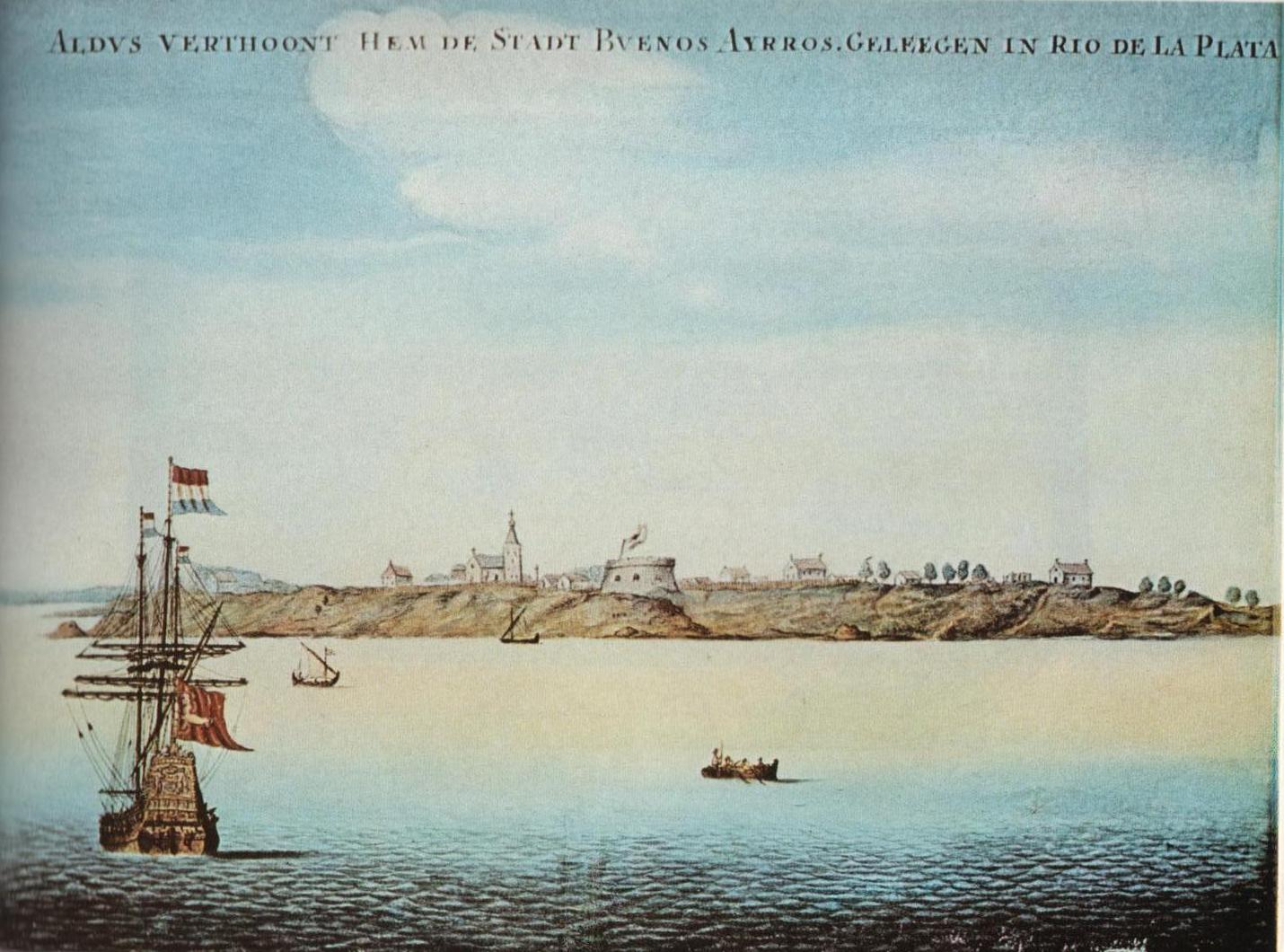
Primera vista conocida de Buenos Aires (1628).

El uso del gentilicio para referirse a los habitantes de la ciudad de Buenos Aires, refundada en 1580 como Ciudad de la Trinidad, Puerto de Santa María de los Buenos Ayres, es de larga data. El gentilicio en general se utiliza en el mundo hispano para referirse a los habitantes de diversas ciudades portuarias, como es el caso de la ciudad de Buenos Aires en Argentina, así como Valparaíso (en Chile), Puerto Carreño (en Colombia) o Puerto Cabello (en Venezuela). En el caso de la ciudad de Buenos Aires, se ha dicho que su uso aludiría al hecho de que históricamente varios de los habitantes de la misma habrían arribado a ella en barco desde Europa.
Poco poblado el territorio rural cercano y dependientes de la capital, el uso se hizo extensivo a sus habitantes. Tras la independencia, era incluso habitual entre los extranjeros utilizar el vocablo «porteño» como sinónimo de «argentino». De esto deja fe lo siguiente: «Sucedía generalmente en los primeros tiempos de la guerra de la emancipación americana que tanto los nuevos estados cuanto muchos extranjeros que no conocían la geografía o división política de las Provincias Unidas del Río de la Plata consideraban sinónimo de argentino los adjetivos de porteño o de Buenos Aires, así en Chile como en el Perú y en Bolivia como en Colombia, a los ciudadanos del Río de la Plata no nos llamaban ni han llamado argentinos sino general e indiferentemente porteños o de Buenos Aires. Los argentinos mismos que entonces y aun después hayan viajado por esas regiones probablemente han tenido ocasión de notar esa costumbre aunque posteriormente se ha modificado bastante cuando han ido conocidas las Constituciones políticas de los nuevos estados».
Hasta las primeras décadas del siglo XIX el vocablo «argentino» era de hecho un sinónimo de «porteño», un adjetivo para referirse a lo relacionado con el Río de la Plata o la Ciudad de Buenos Aires, que se extendía a los territorios que administrativamente dependían de esta ciudad, a los que se denominaban «provincias argentinas».
No obstante, en las restantes provincias el gentilicio «argentino» fue adoptado, especialmente tras el Congreso General de 1824. Sin embargo, aún en 1839 algunos restringían el alcance del gentilicio argentino a los porteños, aunque despertaba la indignación de los provincianos que lo habían hecho suyos, como puede verse en las Memorias del general cordobés José María Paz. No sucedió lo propio con el de «porteño» y los tempranos conflictos civiles, cuyo foco fue en buena medida la resistencia a los intentos de la ciudad de Buenos Aires de hegemonizar el poder político y económico en la nueva nación, no contribuyeron a ello, volviéndose la dicotomía ente «porteño» y «provinciano» y entre la ciudad de Buenos Aires y el interior del país, clave en la política y cultura argentina, especialmente en la época del Directorio y después de constituido el Estado de Buenos Aires. 
En la provincia de Buenos Aires el término continuó usándose tanto para los habitantes de la ciudad de Buenos Aires como para los habitantes puebleros y rurales (habitantes de «la campaña») de los distintos territorios bajo dominio de la ciudad de Buenos Aires. Tras la expedición de Juan Manuel de Rosas contra las tribus aborígenes, la relación de cautivos rescatados los curiosamente clasifica a todos como «porteños», especificando luego el pueblo. Así, uno es «porteño de Lobos», otro «porteño de Dolores» y otro más un «porteño del Salto». Hay también una «porteña del Pergamino».
Tras el fracaso de la Revolución de 1880 y la federalización de la ciudad de Buenos Aires, convertida en capital de la República y separada políticamente, a esos efectos, del resto de la provincia. Desde entonces, se emplearía la forma «porteño» para los habitantes de esa ciudad y la forma «bonaerense» para los habitantes de la ya separada provincia de Buenos Aires. 
En el Diccionario de la Real Academia Española (DRAE) de 1884 ya aparece la palabra porteño, que define como "Natural del Puerto de Santa Maria. U.t.c.s.//Perteneciente a esta ciudad". Esto puede hacer referencia al habitante del Puerto de Santa María de los Buenos Aires pero también al del Puerto de Santa María (Cádiz).  En el Diccionario de la Real Academia Española (DRAE) de 1899 (pag 851,3) agrega la acepción bonaerense y recién en la versión del año 1970 (pág. 1.051,2) se especifica claramente Perteneciente o relativo a la ciudad de la Santísima Trinidad y Puerto de Santa María de los Buenos Aires. Recién en el DRAE de 1984 (pág. 1.089,2), reconociendo el uso del gentilicio en otros pueblos, se define como: Aplícase a naturales de diversas ciudades de España y América en las que hay puertos.//Por antonom. natural del Puerto de Santa María. Perteneciente o relativo a la ciudad de la Santísima Trinidad y Puerto de Santa María de los Buenos Aires de Argentina, hoy Buenos Aires.//Natural de Valparaíso. u.t.c.s.//Natural de Puerto Carreño.